# 革囊星蟲科
革囊星蟲科（学名：Phascolosomatidae）是革囊星虫目下的一个科。

## 下属分类
本科包括以下属：
- Antillesoma Stephen & Edmonds, 1972
- Apionsoma Sluiter, 1902
- 革囊星蟲屬 Phascolosoma Leuckart, 1828
- Siphonides Fisher, 1952